# Прочемышля (Ельский район)
Прочемышля (бел. Прачомышля) — деревня в Старовысоковском сельсовете Ельского района Гомельской области Белоруссии.

## География

### Расположение
В 38 км от районного центра и железнодорожной станции Ельск (на линии Калинковичи — Овруч).

## Гидрография
Кругом сеть мелиоративных каналов, соединённых с рекой Батывля (приток реки Словечна).

## Транспортная сеть
Автодорога связывает деревню с Ельском. Планировка состоит из чуть изогнутой улицы, ориентированной почти широтно и застроена неплотно деревянными домами усадебного типа.

## История
Основана в начале XX века переселенцами из соседних деревень. В 1930 году жители вступили в колхоз. Во время Великой Отечественной войны в июле 1942 года оккупанты сожгли деревню и убили 39 жителей. 25 жителей погибли на фронте. В 1959 году в составе колхоза «40 лет Октября» (центр — деревня Дуброва).

## Население

### Численность
- 2004 год — 39 хозяйств, 80 жителей.

### Динамика
- 1925 год — 18 дворов.
- 1940 год — 44 двора, 176 жителей.
- 1959 год — 165 жителей (согласно переписи).
- 2004 год — 39 хозяйств, 80 жителей.